# Giorgio Basta
Giorgio Basta (ur. 30 stycznia 1550 w La Rocca, zm. 1607 w Pradze) – hiszpański wojskowy, następnie generał Świętego Cesarstwa Rzymskiego, naczelny dowódca armii węgierskiej oraz siedmiogrodzkiej. W latach 1600–1603 (z dwoma przerwami) sprawował władzę nad Księstwem Siedmiogrodu.

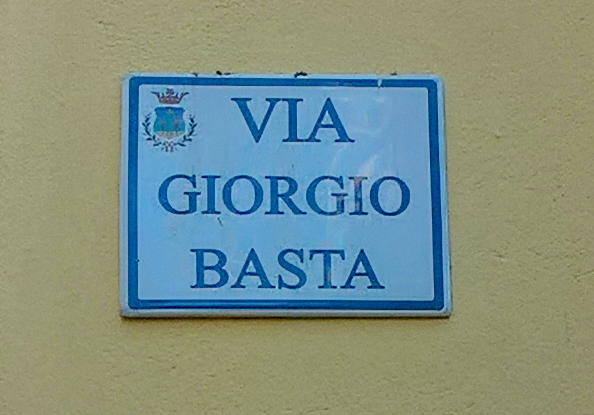
Tabliczka uliczna w Brindisi Montagna

## Życiorys
Należał do stacjonującego we Flandrii hiszpańskiego oddziału kawalerii dowodzonego przez swojego ojca, objął funkcję gubernatora Nivelles. W 1577 roku dołączył do sił księcia Parmy i Piacenzy Aleksandra Farnese i walczył przeciwko Francuzom w wojnach religijnych, m.in. był jednym z dowódców udanego oblężenia Rouen z lat 1591–1592.
Po śmierci Aleksandra w 1596 roku porzucił służbę w hiszpańskiej armii kontynuując służbę wojskową u cesarza rzymskiego Rudolfa II Habsburga, dosługując się stopnia naczelnego dowódcy armii węgierskiej oraz siedmiogrodzkiej. Pełnił także funkcję wicenamiestnika Górnych Węgier. Do najważniejszych działań wojennych Basty należało wyzwolenie Pápy w 1597 roku spod trzyletniej okupacji podczas III wojny austriacko-tureckiej, a także tłumienie powstania Bocskaya. W latach 1600–1603 (z dwoma przerwami) sprawował władzę nad Księstwem Siedmiogrodu.
W 1606 roku przeszedł na emeryturę, zmarł następnego roku w Pradze.

## Życie prywatne
Był synem Demetriusa Basty, który dowodził jedną z kawalerii armii hiszpańskiej.
Miał pochodzenie włosko–albańskie.